# Maureen Raymo
Maureen E. Raymo (* 27. Dezember 1959 in Los Angeles) ist eine US-amerikanische Paläoklimatologin, Ozeanographin und Meeresgeologin.

## Leben
Raymo studierte an der Brown University mit dem Bachelor-Abschluss 1982 und an der Columbia University mit dem Master-Abschluss 1985 und der Promotion 1989. Als Post-Doktorandin war sie am Woods Hole Oceanographic Institute und der University of Melbourne. 1991 wurde sie Assistant Professor an der University of California, Berkeley, war ab 1992 am Massachusetts Institute of Technology und ab 2000 Associate Professor an der Boston University. Sie ist seit 2011 Professorin am Lamont-Doherty Earth Observatory der Columbia University und Direktor des Lamont-Doherty Core Repository.

## Werk
Mit William Ruddiman und Philip Froelich entwickelte sie 1988 die Theorie, dass erhöhte chemische Verwitterung bei Gebirgsbildung zur Abkühlung des Klimas beiträgt, zum Beispiel nach Bildung des Himalaya (und möglicherweise die letzten Eiszeiten auslöste). Ursprünglich wurde das marine Strontium-Isotopenverhältnis als Stütze der These betrachtet, dessen Eignung als Test wurde aber ab 1992 zunehmend bezweifelt.
Mit Lorraine Lisiecki veröffentlichte sie 2005 eine Kurve des Anteils von Sauerstoffisotopen in Schalen von Tiefsee-Foraminiferen aus 57 Tiefseebohrkernen, die die Entwicklung des Weltklimas (z. B. globales Eisvolumen)  in den letzten 5,5 Millionen Jahren anzeigt (Lisiecki-Raymo δ18O Stack).

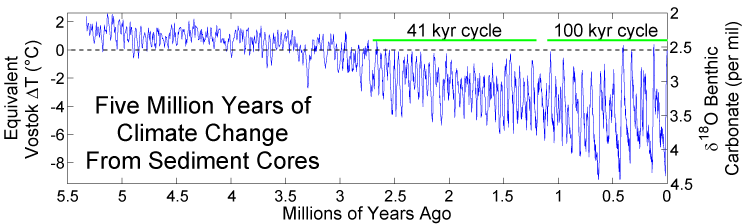
Lisiecki-Raymo Kurve

2006 veröffentlichte sie eine Hypothese zur Erklärung, warum in der Eiszeit für den Zeitraum von vor etwa 3 Millionen Jahren bis vor etwa 800.000 Jahren Periodizitäten im globalen Eisvolumen von 41.000 Jahren charakteristisch waren (dem Milankovich-Zyklus der Neigung der Erdachse), während die Präzessions-Periode von rund 20.000 Jahren kaum ausgeprägt war, obwohl mit ihr die Sonneneinstrahlung im Sommer am stärksten variiert. Nach Raymo hat das damit zu tun, dass der Präzessions-Effekt an beiden Polen entgegengesetzt wirkte (während an einem Pol die Eisschicht zunahm, nahm sie am anderen ab), während die der Effekt der Änderung der Neigung der Erdachse gleichartig wirkte.
2011 veröffentlichte sie eine Studie mit Jerry Mitrovica, Michael J. O’Leary, Robert M. DeConto und Paul L. Hearty, dass der Anstieg des Meeresspiegels in der Warmzeit vor rund 400.000 Jahren, der sich etwa in fossilen Küstenlinien auf den Bahamas zeigt, niedriger war als bisher angenommen, da zum Beispiel die Bahamas damals aufgrund isostatischer Anpassung nach Abschmelzen der Gletscher in Nordamerika sanken. Der Meeresspiegel lag damals nach Raymo und Kollegen nur 6 bis 13 m höher als heute (Hearty hatte 1999 noch bis 21 m angenommen). Der Westantarktische Eisschild und der Eisschild Grönlands waren damals geschmolzen, nicht aber der ostantarktische Eisschild.
2013 veröffentlichte sie mit Kollegen eine Erklärung für die Dominanz des 100.000 Jahres-Zyklus im Klima des späten Pleistozän (von vor etwa 800.000 Jahren bis zur Gegenwart), der zwar eine der Milanković-Zyklen ist, dessen Einfluss auf die Sonneneinstrahlung aber geringer als der anderer Milankovic-Zyklen ist. Auch das abrupte Ende der Eiszeitzyklen lässt sich allein durch astronomische Einflüsse nicht erklären. Raymo und Kollegen fanden, dass je größer die Ausdehnung des Eisschildes war, die Empfindlichkeit bezüglich kleiner Änderungen in der Sonneneinstrahlung zunahm.
Sie forschte auch über die Warmperiode im Pliozän, als die mittlere Temperatur etwa drei Grad höher als heute war, obwohl die äußeren Rahmenbedingungen ähnlich wie heute waren. Insbesondere untersuchte sie in Australien, wie hoch der Meeresspiegel damals über dem heutigen lag, worüber es unterschiedliche Schätzungen von 5 bis 30 m gibt.
Mit ihrem Vater Chet Raymo (Professor für Physik und Astronomie am Stonehill College und Wissenschafts-Kolumnist beim Boston Globe) schrieb sie ein populärwissenschaftliches Buch über Geologie.

## Auszeichnungen
Sie erhielt den National Young Investigator Award. 2014 erhielt sie als erste Frau die Wollaston Medal und die Milutin Milankovic Medal der European Geosciences Union.  2003/04 war sie Guggenheim Fellow. Sie erhielt den Cody Award der Scripps Institution of Oceanography. 2016 wurde sie in die National Academy of Sciences gewählt. Für 2019 wurde Raymo die Maurice Ewing Medal der American Geophysical Union zugesprochen.

## Schriften
- mit W.F. Ruddiman, P.N. Froelich: Influence of late Cenozoic mountain building on ocean geochemical cycles, Geology, Band 16, 1988, S. 649–653.
- mit W. F. Ruddiman, N. J. Shackleton, D. W. Oppo: Evolution of Atlantic Pacific Delta-C-13 Gradients over the Last 2.5 My, Earth and Planetary Science Letters, Band 97, 1990, S. 353–368
- mit W. F. Ruddiman: Tectonic forcing of late Cenozoic climate, Nature, Band 359, 1992, S. 117–122
- The Himalayas, organic carbon burial and climate in the Miocene, Paleoceanography, Band 9, 1994, S. 399–404
- The timing of major climate terminations, Paleoceanography, Band 12, 1997, S. 577–585
- mit K. Nisancioglu: The 41 kyr world: Milankovitch's other unsolved mystery, Paleoceanography, Band 18, 2003, S. 1011
- mit L. E. Lisiecki: A Pliocene-Pleistocene stack of 57 globally distributed benthic d18O records. Paleoceanography, 20, 2005,  PA1003
- mit L. E. Lisiecki, Kerim H. Nisancioglu: Plio-Pleistocene Ice Volume, Antarctic Climate, and the Global δ18O Record, Science 313, 2006, S. 492–495, Abstract
- mit C. Raymo: Written In Stone – a Geological History of the Northeastern United States. The Globe Pequot Press, Chester, Connecticut 1989, 3. Auflage Black Dome Press 2007.
- mit K. Kawamura, F. D. R. Parrenin, L. Lisiecki, R. Uemura,F. O. Vimeux, J. P. Severinghaus, M. A. Hutterli, T. Nakazawa, S. Aoki, J. Jouzel, K. Matsumoto, H.Nakata, H. Motoyama, S. Fujita, K. Goto-Azuma, Y. Fujii, O. Watanabe: Northern Hemisphere forcing of climatic cycles in Antarctica over the past 360,000 years,  Nature, Band 448, 2007, S. 912–916
- mit Peter Huybers: Unlocking the mysteries of the Ice Ages, Nature, Band 451, 2008, S. 284–285
- mit L. E. Lisiecki: Diachronous benthic delta O-18 responses during late Pleistocene terminations, Paleoceanography, Band 24, 2009, PA 3210
- mit Jerry Mitrovica, Michael J. O’Leary, Robert M. DeConto, Paul L. Hearty: Departures from eustasy in Pliocene sea-level records, Nature Geoscience, Band 4, 2011, S. 328–332
- Ayako Abe-Ouchi,Fuyuki Saito, Kenji Kawamura,Jun’ichi Okuno,    Kunio Takahashi, Heinz Blatter: Insolation-driven 100,000-year glacial cycles and hysteresis of ice-sheet volume, Nature, Band 500, 2013, S. 190–193, Abstract